# لوم (منطقه تابور)
لوم (به چکی: Lom) یک منطقهٔ مسکونی در جمهوری چک است که در منطقه تابور واقع شده‌است.
 لوم ۳٫۸۲ کیلومتر مربع مساحت و ۱۴۵ نفر جمعیت دارد و ۴۶۰ متر بالاتر از سطح دریا واقع شده‌است.